# The Love Guru
The Love Guru (El gurú del amor en Hispanoamérica y El gurú del buen rollo en España), es una película estadounidense de 2008, dirigida por Marco Schnabel y producida por Gary Barber. Está protagonizada por Mike Myers y Jessica Alba junto a Romany Malco, Justin Timberlake, Meagan Good y Verne Troyer. Además de protagonizar la película, Myers escribió The Love Guru con Graham Gordy. La película fue estrenada por Paramount Pictures el 20 de junio de 2008 en Estados Unidos y el 1 de agosto en el Reino Unido. Fue lanzada en DVD y Blu-Ray el 16 de septiembre.

## Argumento
Darren Roanoke (Romany Malco), el jugador estrella de los Toronto Maple Leafs, sufre de estrés porque su mujer, Prudence Roanoke (Meagan Good), le ha dejado por el portero Jacques "Le Coq" Grandé (Justin Timberlake), de Los Angeles Kings. El estrés hace que su rendimiento en el hockey se vea afectado. Jane Bullard (Jessica Alba) alista la ayuda del Gurú Maurice Pitka (Mike Myers) para ayudar a Darren con su esfuerzo para que el equipo pueda romper su mala racha. Además de obtener un pago considerable, Pitka es invitado al programa de Oprah, que él espera le ayude a convertirse en el gurú #1, lugar que actualmente posee Deepak Chopra. Pitka tiene éxito, pero no siente más necesidad de convertirse en #1.

## Elenco
- Mike Myers es Gurú Maurice Pitka (en todas sus formas).
- Romany Malco es Darren Roanoke.
- Jessica Alba es Jane Bullard.
- Meagan Good es Prudence Roanoke.
- Verne Troyer es Entrenador Punch Cherkov.
- Justin Timberlake es Jacques "Le Coq" Grandé.
- Ben Kingsley es Gurú Tugginmypudha.
- Manu Narayan es Rajneesh.
- John Oliver es Dick Pants.
- Stephen Colbert es Jay Kell.
- Telma Hopkins es Lillian Roanoke.
- Jim Gaffigan es Trent Lueders.
- Omid Djalili es Gurú Satchabigknoba.
- Daniel Tosh es Vaquero con sombrero.
- Rob Huebel es cliente del Bar.
- Rob Gfroerer es Nerd Enfermiza.
- Robert Cohen es Nerd.
- Linda Kash es Reportera.
- Bob Bainborough es Asistente de Entrenador.
- Gotham Chopra es Deepak (20 años).
- Suresh John es Hombre indio.
- Trevor Heins es Joven Pitka.
- Jaan Padda es Joven Deepak.
- Sean Cullen es Árbitro.
- Mike 'Nug' Nahrgang es Fan enojado.
- Matt Baram es EMT #1.
- Boyd Banks es EMT #2.

## Recepción
The Love Guru recibió reseñas negativas de parte de la crítica y de la audiencia. En el portal de internet Rotten Tomatoes, la película posee una aprobación de 13%, basada en 177 reseñas, con una calificación de 3.5/10, mientras que de parte de la audiencia ha recibido una aprobación de 33%, basada en 240 655 votos, con una calificación de 2.7/5
La página Metacritic le ha dado a la película una puntuación de 24 de 100, basada en 33 reseñas, indicando "reseñas generalmente desfavorables". Las audiencias de CinemaScore le han dado una "B-" en una escala de A+ a F, mientras que en el sitio IMDb los usuarios le han dado una puntuación de 3.8/10, sobre la base de 53 142 votos. En la página web FilmAffinity la cinta tiene una calificación de 3.0/10, basada en 2605 votos.